# Александру Кантакузіно
Александру Кантакузіно (рум. Alexandru Cantacuzino) - румунський політик і міністр закордонних справ та фінансів.

## Біографія
У 1846 Кантакузіно став членом організації «Компанія румунських студентів» в Парижі. Згодом опублікував роман під назвою «Serile de toamnă la țară». У 1859 був призначений префектом Галац. Був другом і співробітником Кузи.
Разом з Георге Лаховарі, інженером, письменником і географом, заснували в 1875 румунське географічне товариство.